# Starszeństwo oficerów
Starszeństwo oficerów – zasada ustalająca hierarchię oficerów sił zbrojnych o tym samym stopniu oficerskim w danym korpusie osobowym.
Starszeństwo w Wojsku Polskim wprowadzono ustawą z dnia 2 sierpnia 1919 O ustaleniu starszeństwa i nadaniu stopni oficerskich w Wojsku Polskim.
Od początku ustawa precyzowała ustalanie starszeństwa oficerów przyjmowanych do Wojska Polskiego z polskich formacji wojskowych, jak również z byłych armii zaborczych. Utworzono komisje weryfikacyjne co do stopni i obliczenia rzeczywistych lat służby i dodatkowych doliczeń do tych lat. Przyjęto zasadę, że lata służby tak w formacjach polskich, jak i w armiach zaborczych zaliczano podwójnie. Oprócz lat służby wojskowej brano jeszcze pod uwagę wykształcenie danego oficera i w zależności od tego dodawano kolejne doliczenia. Po zsumowaniu obliczeń lat służby i doliczeniu lat za wykształcenie, ustalano dokładne starszeństwo. Weryfikacja oficerów miała wg ustawy zakończyć się do 1 października 1919, a lista miała zostać opublikowana do 1 stycznia 1920.
Najtrudniejszym okresem w ustaleniu starszeństwa był okres tworzenia Wojska Polskiego z oficerów formacji polskich, jak i z armii zaborczych. Musiano ustalić i zweryfikować nadane im stopnie wojskowe, jak również ustalić starszeństwo w danym stopniu.
Późniejsze zmiany ustawy i sposobu ustalania starszeństwa wywoływały nieporozumienia i protesty, m.in. gen. Dowbora-Muśnickiego.
Osobną ustawą określono listę starszeństwa oficerów rezerwy powoływanych ponownie do Wojska Polskiego.
Po 1 stycznia 1920 zastosowano już prostą zasadę, że wyższe starszeństwo przyznawano oficerom awansowanym do danego stopnia wcześniej, czyli posiadających dłuższy staż w danym stopniu. Istniał problem przy awansach, które następowały na dany stopień jednego dnia. Uzupełniono więc starszeństwo dodatkowym stopniem hierarchii wojskowej tzw. lokatą. Dla oficerów promowanych w szkołach podchorążych na stopień podporucznika lokatę ustalano na podstawie wyniku ukończenia szkoły. Oficerom awansowanym do stopnia tego samego dnia lokatę ustalano na podstawie wcześniejszego (szybszego) awansu na dany stopień lub, co było nieweryfikowalne, uznaniem zwierzchników, jakim się cieszył dany oficer.
Data starszeństwa nie jest tożsama z datą awansu na dany stopień.
Dla każdego Korpusu Osobowego Wojska Polskiego istniała osobna lista starszeństwa.
Ustawa o powszechnym obowiązku obrony Rzeczypospolitej Polskiej z dnia 21 listopada 1967 r. z późniejszymi zmianami nie określa starszeństwa oficerów. Wg tej ustawy o mianowanie na kolejny stopień oficerski występuje dowódca jednostki, uwzględniając opinię bezpośredniego przełożonego danego oficera. Z tej ustawy nie wynika bezpośrednio, że oficer, pozostający w służbie, musi w odpowiednim tempie awansować. Odmiennie do systemu wprowadzonego ustawą z 1919 oficer, pozostający w służbie, prędzej czy później awansuje w systemie starszeństwa.